# کولوستای
کولوستای (به لاتین: Kulustay) یک منطقهٔ مسکونی در روسیه است که در استان آمور واقع شده‌است.